# Goldbauch-Schwimmratte
Die Goldbauch-Schwimmratte (Hydromys chrysogaster) ist eine Nagetierart aus der Gruppe der Altweltmäuse (Murinae). Sie ist der bekannteste und am weitesten verbreitete Vertreter der Schwimmratten.

## Merkmale
Goldbauch-Schwimmratten erreichen eine Kopfrumpflänge von 21 bis 35 Zentimetern, hinzu kommt noch ein 24 bis 35 Zentimeter langer Schwanz. Ihr Gewicht beträgt 0,4 bis 1,2 Kilogramm. Ihr Körperbau ist an das Wasserleben angepasst: der Kopf ist langgestreckt, der Körper stromlinienförmig. Das dichte Fell ist graubraun bis schwarzbraun gefärbt, charakteristisch ist die weiße Schwanzspitze. Die Schnauze ist breit, die Augen sitzen hoch am Kopf, die Ohren sind klein. Die breiten Füße sind mit Schwimmhäuten versehen, der Schwanz ist rundlich.

## Verbreitung und Lebensraum
Diese Nagetiere leben im nördlichen, östlichen und südwestlichen Australien einschließlich Tasmanien, auf Neuguinea und vorgelagerten Inseln wie den Aru-Inseln, den Kai-Inseln und den Obi-Inseln. Sie leben stets in der Nähe von Gewässern, dies können Seen und Flüsse, aber auch Mangrovengebiete und Brackwasserzonen sein.

## Lebensweise und Ernährung
Goldbauch-Schwimmratten können sowohl am Tag als auch in der Nacht aktiv sein, gehen jedoch häufig während der Dämmerung auf Nahrungssuche. Sie leben in Erdbauen im Uferbereich, die Eingänge liegen oft unter einer Wurzel oder ähnlichem versteckt. Baue können mehrere Kammern und zwei Eingänge haben. Sie sind territorial und leben einzelgängerisch, zwischen Männchen kann es auch zu heftigen Kämpfen kommen.
Sie jagen ihre Beute im Wasser. Die Nahrung besteht vorwiegend aus Krebstieren und Fischen, manchmal fressen sie aber auch Vögel, Frösche, kleine Säugetiere und Wasserinsekten.

## Fortpflanzung
Die Paarung erfolgt zumindest in Australien im Frühling und Sommer. Nach einer rund 35-tägigen Tragzeit bringt das Weibchen ein bis sieben (durchschnittlich drei bis vier) Jungtiere zur Welt. Diese öffnen nach zwei Wochen ihre Augen, werden mit vier Wochen entwöhnt und mit vier Monaten geschlechtsreif.

## Gefährdung
Früher wurde die Goldbauch-Schwimmratte wegen ihres Felles gejagt, heute stellt die Verschmutzung der Gewässer eine größere Gefahr dar. Insgesamt ist die Art aber häufig und ist laut IUCN nicht gefährdet.